# 罗慕洛·贝坦科尔特
罗慕洛·埃内斯托·贝坦科尔特·贝略（西班牙語：Rómulo Ernesto Betancourt Bello，西班牙語發音：[ˈromulo βetaŋˈkuɾ]；1908年2月22日—1981年9月28日），旧译贝丹古，委内瑞拉政治人物。曾兩度出任委內瑞拉總統。
贝坦科尔特是委內瑞拉民主行動黨首位總統。生於米蘭達州。18歲入加拉加斯大學（今中央大學）攻讀法律。后因反对胡安·比森特·戈麦斯的独裁统治而流亡国外。1936年創建國家民主黨。1941年9月改組為民主行動黨。1945年10月發動政變後，出任革命執政委員會主席兼總統，任內制定1947年憲法，同年，民主行動黨的羅慕洛·加列戈斯在总统大选中胜选，贝坦科尔特随即于翌年向加列戈斯和平移交政权。
1958年軍人獨裁總統马科斯·佩雷斯·希門尼斯被推翻後，他于当年年底當選總統，并于次年3月就任。他的當選確立委內瑞拉近四十年的兩黨民主政治，總統只能擔任一屆，並與天主教民主社會黨輪流交替執政，直至1999年。在此次任内，贝坦科尔特在国境东南的奥里诺科河畔主持修建了圭亞那城，该城市后来成为委国重要的能源与工业中心。1960年，贝坦科尔特遭到多米尼加独裁者拉斐尔·特鲁希略刺杀，并因此负伤。
1964年3月任期屆滿後隱退國外，旅居瑞士9年之後，於1972年回國。1981年9月28日，病逝於美國紐約市。